# Colonia la Cañada
Colonia la Cañada är en ort i Mexiko.   Den ligger i kommunen Toluca och delstaten Mexiko, i den sydöstra delen av landet, 60 km väster om huvudstaden Mexico City. Colonia la Cañada ligger 2 696 meter över havet och antalet invånare är 337.
Terrängen runt Colonia la Cañada är platt åt nordost, men åt sydväst är den kuperad. Runt Colonia la Cañada är det mycket tätbefolkat, med 2 915 invånare per kvadratkilometer. Närmaste större samhälle är Toluca, 4,8 km norr om Colonia la Cañada. Trakten runt Colonia la Cañada består till största delen av jordbruksmark.